# 臥牛
臥牛又名厚舌草，原產於南非，多年生肉質草本植物。植株無莖而且矮小，擁有短而肥厚的墨綠色粗糙硬質葉，帶有光澤的葉片規則地從中央向兩邊重疊互生。因其葉形狀似牛的舌頭，而株型又相似那橫臥睡姿的牛隻，故被日本人取名為「臥牛」。
人工培植臥牛的變種極多，如臥牛錦、白雪臥牛、達摩臥牛、巾廣葉臥牛、長葉臥牛，還有雜交育成的臥牛龍等。